# 191 (število)
191 (stó énaindévetdeset) je naravno število, za katero velja 191 = 190 + 1 = 192 - 1.

## V matematiki
- praštevilo Germainove.
- sedmo Tabitovo število in šesto Tabitovo praštevilo {\displaystyle 191=3\cdot 2^{6}-1\,\!}.
- deseto palindromno praštevilo.
- Gaussovo praštevilo brez imaginarnega ali realnega dela oblike {\displaystyle 4n+3}.